# Wittersdorf
Wittersdorf är en kommun i departementet Haut-Rhin i regionen Grand Est (tidigare regionen Alsace) i nordöstra Frankrike. Kommunen ligger i kantonen Altkirch som tillhör arrondissementet Altkirch. År 2022 hade Wittersdorf 778 invånare.

## Befolkningsutveckling
Antalet invånare i kommunen Wittersdorf
| Referens: INSEE |